# Alfred Binet
Alfred Binet, francoski psiholog, * 8. julij 1857, Nica, Francija, † 18. oktober 1911, Pariz. 
Bil je zelo pomemben pri razvoju eksperimentalne psihologije v Franciji in pri merjenju inteligence. Najbolj znan je po prvem praktičnem inteligenčnem testu ali Binet-Simonovi skali, ki sta jo izumila skupaj s sodelavcem Theodorom Simonom.

## Življenjepis
Binet je študiral pravo v Parizu in diplomiral leta 1878 pri svojih 21. letih. Poskusil je s podiplomskim študijem prava, a je odnehal. Usmeril se je  k medicini, vendar je tudi ni dokončal.  Po pravu in medicini je začel brati psihološke knjige in se odločil za študij psihologije na Sorboni. Svojo poklicno kariero je začel leta 1883 kot raziskovalec na nevrološki kliniki Salpêtrière, kjer je ostal 6 let, do leta 1889. Delo mu je ponudil Jean-Martin Charcot, ki je bil njegov mentor in je vplival na njegovo takratno delo, s katerim si je Binet pridobil prepoznavnost. Objavil je štiri članke, ki so podpirali Charcotove eksperimente na področju hipnoze. A po podrobni preiskavi ti eksperimenti niso obveljali in Binet je moral javno priznati svojo zmoto pri podpiranju mentorja Charcota. Ključna dogodka v njegovem življenju in karieri sta bila rojstvi njegovih dveh hčera Marguarete in Armande (leta 1885 in 1887), ki sta spodbudili njegovo zanimanje za razvoj človeškega razuma. Od leta 1891 je bil zaposlen kot raziskovalec in sodirektor eksperimentalnega psihološkega laboratorija na Sorboni nato pa leta 1894 napredoval kot direktor laboratorija. Kmalu potem se je začel zanimati in raziskovati na področju intelektualnega razvoja in inteligence. Pogosto so njegove raziskave temeljile na opazovanju svojih dveh hčera, ki sta v raziskavi predstavljali objekt in subjekt. Tako je razvil koncept introspekcije in ekstraspekcije, hkrati pa natančneje definiral pojem inteligence, posebej pomembnost razpona koncentracije in dovzetnosti sugestijam. Zaradi poglobljenih raziskav ga je francoska vlada prosila, da razvije test, s katerim bi identificirali učence glede na učne sposobnosti oziroma tiste, ki potrebujejo posebno pomoč.
Binetov prvotni namen je bil ustvariti test, ki bi služil identifikaciji otrok, ki so potrebovali dodatno učno pomoč. Test pa je kmalu postal sredstvo za identificiranje slaboumnih, ki ga je spodbujalo gibanje evgenikov, ki so verjeli da bi bila lahko človeška populacija gensko izboljšana. Le umsko naprednejše bi spodbujali k razmnoževanju, medtem ko bi ostalim poskušali to preprečiti. Tako bi dosegli boljše dedne karakteristike in vplivali na umske sposobnosti populacije.
Binet je verjel, da ima test, ki sta ga ustvarila, omejitve in ne more biti posplošen. Verjel je, da je inteligenca kompleksna in bi test deloval le na otrokih, ki prihajajo iz enakega oziroma podobnega okolja in imajo podobne izkušnje. Ameriški psiholog Lewis Terman pa je vzel Binet-Simonovo skalo in jo na velikem ameriškem vzorcu standardiziral. Alfred Binet v svojem življenju ni nikoli zapustil Francije in je nasploh živel zelo izolirano, zato je zelo pozno izvedel za namene uporabe svojega testa po svetu. Ko je končno izvedel, da se tuje ideje izvršujejo s pomočjo njegovega instrumenta, je temu močno nasprotoval, a brez učinka. Tik pred smrtjo, leta 1911, je Binet izdal še tretjo oziroma zadnjo verzijo Binet-Simonove skale. 
Po smrti je Binet postal še bolj spoštovan, častilo ga je veliko ljudi. Leta 1917 se je Svobodna skupščina za psihološke študije otrok po njem preimenovala v Binetovo skupščino, leta 1984, pa je bila Binet-Simonova skala izbrana za eno izmed dvajsetih najbolj pomembnih odkritij 20.stoletja. 

## Psihologija in dela

### Inteligenčni test ali Binet-Simonova skala
Alfred Binet in njegov sodelavec Theodore Simon sta razvila serijo testov namenjenih vrednotenju mentalnih sposobnosti. Te meritve sta testirala na vzorcu petdesetih otrok, to pomeni na desetih otrokih za vsako izmed petih starostnih skupin. Učitelji so izbrali otroke, za katero so menili, da so akademsko povprečni za svojo starost. Rezultate so uporabili kot podlago za določanje tistih, ki so mentalno zaostali. Testi so se osredotočali na koncentracijo in spomin in ne zgolj na naučene informacije kot sta matematika in branje. Skala, ki sta jo razvila, je znana pod imenom Binet-Simonova skala. Testi so bili sestavljeni iz tridesetih nalog, katerih težavnost se je stopnjevala. Lažje naloge so bile na primer, ali je otrok zmožen odgovoriti na izpraševalčeva vprašanja in so jih lahko rešili vsi. Nekoliko težje naloge so zahtevale, da je otrok izpostavil različne dele telesa, ponovil zaporedje dveh številk ali enostavne stavke in definiral besede kot so hiša, žlica ali mama. Težje naloge pa so od otrok zahtevale določitev razlike med parom stvari, risati slike iz spomina in konstruirati stavke iz treh danih besed kot na primer: »Pariz, reka, bogastvo.« Najtežje naloge pa so od otrok zahtevale ponovitev sedmih naključnih števk, poiskati tri rime na določeno francosko besedo in odgovoriti na vprašanja kot na primer: »Moj sosed je imel včeraj nenavadne obiske. Najprej je k njemu prišel zdravnik, nato odvetnik in potem še duhovnik. Kaj se je zgodilo?« Praktični del raziskave je bila določitev mentalne starosti otrok. Šestletni otrok, ki je pravilno rešil vse naloge, namenjene šestletnikom, naj bi imel mentalno starost enako kronološki, torej 6,0.

## Dela
Alfred Binet je opravil serijo eksperimentov z namenom, da bi videl kako dobro šahisti igrajo, brez da bi videli šahovnico torej le z uporabo spomina. Ugotovil je, da so tega zmožni le redki mojstri šaha, ki so si lahko predstavljali določene pozicije figur na šahovnici, ali pa si predstavljali abstraktno shemo igre. Binet je sklenil, da pomnjenje pri ljudeh obstaja v različnih formah in te ugotovitve objavil v delu Psychologie des grands calculateurs et joueurs en echec ( aris: Hachette, 1894). 

### Druga dela
- La psychologie du raisonnement; Recherches expérimentales par l'hypnotisme (Paris, Alcan, 1886; English translation, 1899)
- Le magnétisme animal (Paris, F. Alcan, 1887)
- Perception intérieure (1887)
- Etudes de psychologie expérimentale (1888)
- Les altérations de la personnalité (Paris: F. Alcan, 1892)
- The Psychic Life of Micro-Organisms: A Study in Experimental Psychology (1894)
- Introduction à la psychologie expérimentale (1894; s soavtorji)
- Binet, A. & Henri, V. La fatigue intellectuelle (Paris, Schleicher frères, 1898).
- La Suggestibilité (Paris: Schleicher, 1900).
- Etude expérimentale de l'intelligence (1903).
- L'âme et le corps (1905).
- Les révélations de l'écriture d'après un contrôle scientifique (Paris: Félix Alcan, 1906).
- Binet, A. & Simon, T. Les enfants anormaux (Paris, A. Colin, 1907).
- Les idées modernes sur les enfants (Paris, E. Flammarion, 1909).
- L'intelligence des imbecile (L'année psychologique, 15, 1–147, 1909).

### Dela v slovenščini
Nobena od številnih knjig, ki jih je napisal Alfred Binet, ni bila prevedena v slovenščino. Bil je omenjen v enem izmed starejših učbenikov za psihologijo  na strani 274-275 "Psihologija - Spoznanja in dileme".